# 查干敖包镇
查干敖包镇，是中华人民共和国内蒙古自治区锡林郭勒盟苏尼特左旗下辖的一个乡镇级行政单位。

## 行政区划
查干敖包镇下辖以下地区：
巴彦乌拉嘎查、乌日根塔拉嘎查和阿日宝拉格嘎查。